# ريان ماكلوسكي
ريان ماكلوسكي (بالإنجليزية: Ryan McCluskey)‏ هو لاعب كرة القدم الغالية ولاعب كرة قدم بريطاني، ولد في 2 يونيو 1981 في Enniskillen ‏ في المملكة المتحدة. لعب مع Fermanagh Senior Football Team ‏.